# Tourist guy

Tourist guy (Anh chàng du lịch) là một bức ảnh meme Internet cho thấy một du khách nam đứng ở trên đài quan sát Tháp Nam của Trung tâm Thuơng mại Thế giới với một chiếc máy bay từ xa sắp đâm vào tòa nhà. Bức ảnh sau đó lan truyền nhanh chóng trên Internet vài ngày sau Sự kiện 11 tháng 9. Du khách trong ảnh sau này được xác định là Péter Guzli, đến từ Hungary, đã chụp bức ảnh này trong chuyến thăm New York vào năm 1997. Anh sau này cho biết rằng mình không có ý định phát tán trên Internet mà chỉ để hù dọa bạn bè. 

## Bức ảnh
Sau vụ tấn công, bức ảnh xuất hiện trên khắp Internet thông qua các thư rác, trong đó khẳng định rằng bức ảnh được tìm thấy trong một chiếc máy ảnh từ Ground Zero, được FBI rửa để làm bằng chứng phân tích và gần đây đã được công bố trực tuyến.

### Đặc điểm
Bức ảnh cho thấy một thanh niên đội mũ len, áo khoác dày, đeo ba lô, đeo kính đen, đang đứng trên đài quan sát Tháp Nam của Trung tâm Thương mại Thế giới. Bên trái bức ảnh có thể thấy một chiếc máy bay phản lực đang lao về phía tòa nhà. Do ở gần và ở độ cao thấp, dường như chắc chắn nó sẽ va chạm với tòa nhà. Bức ảnh được cho là chụp chỉ vài giây trước khi Sự kiện 11 tháng 9 bắt đầu.

## Những lỗi trong ảnh
Hoaxapedia, bách khoa toàn thư trực tuyến của Museum of Hoaxes, đã liệt kê một số lỗi ảnh và đã xác nhận rằng bức ảnh là một trò lừa bịp, bao gồm:
- Nhiệt độ ở thành phố New York là khoảng 22-28 độ C vào sáng ngày xảy ra vụ tấn công, nhưng thanh niên trong ảnh lại mặc quần áo dày của mùa đông.
- Bức ảnh tuyên bố là trước khi vụ tấn công xảy ra, nhưng anh ấy lại đứng ở Tháp Nam, nơi bị tấn công thứ hai. Sẽ không có ai tạo dáng để chụp ảnh khi vụ tấn công bắt đầu.Bức vẽ mô phỏng lại một bức ảnh đen trắng trước khi Chuyến bay 175 đâm vào Tháp Nam.

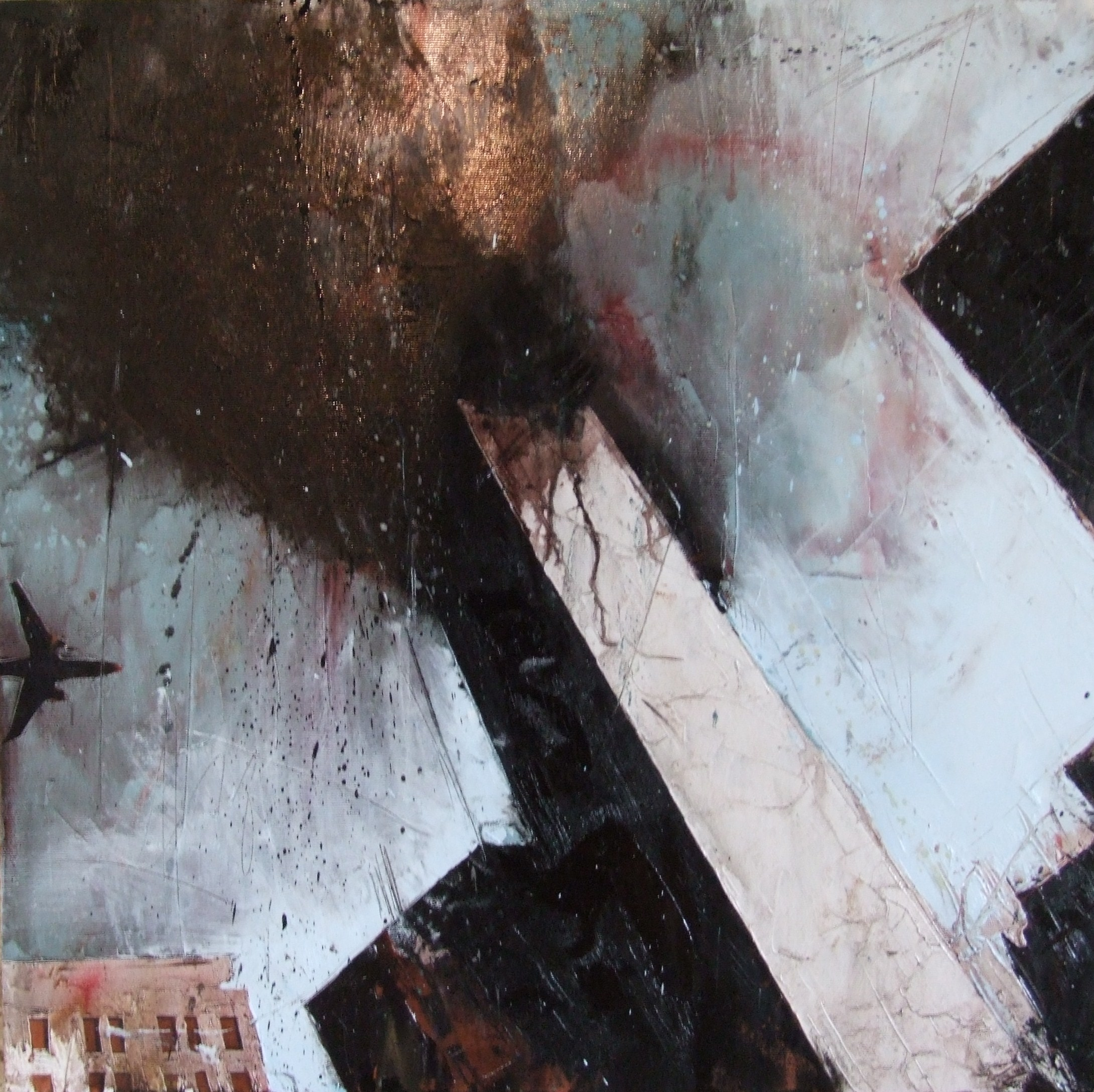
Bức vẽ mô phỏng lại một bức ảnh đen trắng trước khi Chuyến bay 175 đâm vào Tháp Nam.

- Chỉ vài giây sau cú va chạm đầu tiên, mái của Tháp Nam đã bị khói từ Tháp Bắc bao phủ bởi gió thổi hướng Đông Nam. Điều này khiến cho ảnh nếu chụp lúc đó sẽ đen và có khói.
- Chuyến bay 175 của United Airlines đã đâm vào Tháp Nam từ phía nam. Tuy nhiên, do Trung Manhattan nằm ở phía sau thanh niên, rõ ràng chiếc máy bay trong ảnh này đang bay đến từ phía bắc, chính xác với Chuyến bay 11 của American Airlines. Máy bay trong ảnh hiển thị logo của American Airlines trên mũi máy bay.
- Cả hai máy bay không tặc đều là Boeing 767, trong khi bức ảnh này cho thấy một chiếc Boeing 757. Và Chuyến bay 175 có màu đen, không phải trắng.
- Chuyến bay 175 đã hạ độ cao khoảng 1000ft/s (khoảng hơn 800m/s) và phóng rất nhanh nên chiếc máy bay trong ảnh phải bị mờ.
- Chuyến bay 175 nghiêng phải và lao về phía phải của Tháp Nam. Trong ảnh, máy bay hoàn toàn cân bằng, không hề nghiêng.[8]
- Người chụp có lẽ sẽ không tiếp tục chụp ảnh sau khi nhìn thấy chiếc máy bay sắp đâm vào tòa nhà.
- Theo tuyên bố, ảnh được FBI rửa nên phải là máy ảnh film, nhưng ảnh cho thấy giờ nên được chụp bằng máy kỹ thuật số. Nếu được tìm thấy trong đống đổ nát thì máy đã hỏng.
- Đài quan sát Tháp Nam thường mở cửa lúc 9:30 sáng nhưng Chuyến bay 175 đâm vào tháp Nam lúc 9:02-9:03 sáng.
- Màu của máy bay và quang cảnh không giống nhau.
- Bức ảnh gốc được chụp khoảng 11:28 -11:30, sau khi cả hai tòa tháp sụp đổ 1 tiếng nếu chụp vào hôm đó. Dấu giờ trong ảnh được ghép từ Paint trên Windows.
- Bóng máy bay và các yếu tố trong ảnh không khớp.

## Danh tính
Khi bức ảnh bị phát tán, đã có người nhận mình ở trong bức ảnh đến từ Brazil tên José Roberto Penteado. Khi ông bắt đầu nhận được sự chú ý của giới truyền thông, một thanh niên từ Hungary 25 tuổi tên Péter Guzli đã đứng ra nhận mình là tác giả và nhân vật trong ảnh. Tuy nhiên, anh cho biết không muốn công khai và ban đầu không tiết lộ họ của mình. Anh đã chụp bức ảnh này vào ngày 28 tháng 11 năm 1997, và là người sửa ảnh. Anh cho biết đã gửi bức ảnh cho một vài người bạn nhưng không ngờ nó lại lan truyền nhanh chóng trên Internet đến vậy. Sau đó, anh đã cung cấp bức ảnh ban đầu và một số bức ảnh khác trong chuyến du lịch làm bằng chứng cho một tờ báo Hungary. Sau đó, chương trình Wired News đã xem xét các bức ảnh và xác nhận Guzli chính là thanh niên đó.